# Mary Ure
Eileen Mary Ure (Glasgow, 1933. február 18. – London, 1975. április 3.) skót színésznő. 
1958-ban Tony-díjra jelölték a Dühöngő ifjúság című színdarabban nyújtott alakításáért. A mű 1959-es filmfeldolgozásában is szerepelt. 1960-ban a Sons and Lovers című brit történelmi filmdráma női mellékszereplőjeként Oscar- és Golden Globe-jelöléseket szerzett.

## Filmográfia

### Film
| Év   | Magyar cím            | Eredeti cím               | Szerep           | Magyar hang        |
| ---- | --------------------- | ------------------------- | ---------------- | ------------------ |
| 1955 |                       | Storm Over the Nile       | Mary Burroughs   |                    |
| 1957 |                       | Windom's Way              | Lee Windom       |                    |
| 1959 | Dühöngő ifjúság       | Look Back in Anger        | Alison Porter    | Földi Teri         |
| 1959 | Dühöngő ifjúság       | Look Back in Anger        | Alison Porter    | Nagy-Kálózy Eszter |
| 1960 |                       | Sons and Lovers           | Clara Dawes      |                    |
| 1963 |                       | The Mind Benders          | Oonagh Longman   |                    |
| 1964 |                       | The Luck of Ginger Coffey | Very Coffey      |                    |
| 1967 | Custer, a Nyugat hőse | Custer of the West        | Elizabeth Custer | Egri Márta         |
| 1967 | Custer, a Nyugat hőse | Custer of the West        | Elizabeth Custer | Vándor Éva         |
| 1968 | Kémek a Sasfészekben  | Where Eagles Dare         | Mary Ellison     | Tóth Enikő         |
| 1972 |                       | A Reflection of Fear      | Katherine        |                    |

### Televízió
| Év        | Cím                       | Szerep             | Megjegyzések |
| --------- | ------------------------- | ------------------ | ------------ |
| 1956–1974 | ITV Play of the Week      | Jane / Ophelia     | 2 epizód     |
| 1958      | Omnibus                   | Jennet Jourdemayne | 1 epizód     |
| 1959      | A Midsummer Night's Dream | Titania            | tévéfilm     |
| 1964      | Festival                  | Bianca             | 1 epizód     |
| 1971      | The Ten Commandments      | Magdalene          | 1 epizód     |
| 1973      | Ironside                  | Liz Hamilton       | 1 epizód     |
| 1974      | The Wide World of Mystery | Jane               | 1 epizód     |

### Színház (Broadway)
Az Internet Broadway Database által nyilvántartott szereplések száma:
- 1957–58: Dühöngő ifjúság (Look Back in Anger) – Alison Porter
- 1960: Duel of Angels – Lucile
- 1971–72: Old Times – Kate

## Díjak és jelölések
| Díj                     | Kategória       | Jelölt mű                          | Eredmény |
| ----------------------- | --------------- | ---------------------------------- | -------- |
| Tony-díj (1958)         | Dühöngő ifjúság | legjobb női főszereplő (színdarab) | Jelölve  |
| Golden Globe-díj (1961) | Sons and Lovers | legjobb női mellékszereplő         | Jelölve  |
| Oscar-díj (1961)        | Sons and Lovers | legjobb női mellékszereplő         | Jelölve  |